# Glienke
Glienke este o comună din landul Mecklenburg-Pomerania Inferioară, Germania.